# Balázs Szép
Balázs Szép (18 de octubre de 1999) es un deportista húngaro que compite en pentatlón moderno. Ganó dos medallas de plata en el Campeonato Mundial de Pentatlón Moderno, en los años 2023 y 2024.

## Medallero internacional
| Campeonato Mundial | Campeonato Mundial | Campeonato Mundial | Campeonato Mundial |
| Año                | Lugar              | Medalla            | Competición        |
| ------------------ | ------------------ | ------------------ | ------------------ |
| 2023               | Bath (Reino Unido) | Medalla de plata   | Relevo             |
| 2024               | Zhengzhou (China)  | Medalla de plata   | Individual         |